# Primas Germaniae
Primas Germaniae („Primas von Deutschland“) ist ein Titel, der ursprünglich dem hervorragendsten Bischof (Primas) „Germaniens“, das heißt aller deutschen Länder, zustand. Der Titel wurde im Laufe der Geschichte von den Erzbischöfen von Mainz, Trier, Salzburg, Magdeburg und Köln beansprucht und geführt, oft auch gleichzeitig, was dem eigentlichen Wortsinn widerspricht. Kompetenzen über die anderen Erzbistümer des Reiches waren mit dem Titel jedoch nie verbunden.
Solche Vorrechte waren allenfalls durch spezielle päpstliche Beauftragung mit einer Legation zu erlangen, also die Ernennung zum päpstlichen Legaten mit weit reichenden Befugnissen. Legaten können je nach Ausgestaltung ihrer Vollmachten tatsächlich auch gegenüber anderen Bischöfen mit der Autorität des Papstes handeln. Einige besonders herausragende Erzbischöfe bezeichneten sich daher gern als „geborene Legaten“ (legatus natus), um anzuzeigen, dass die Legatenwürde ständig mit ihrem Bischofsstuhl verbunden sei. Allerdings beschränkt sich die reguläre Befugnis solcher ständigen Legaten, im Namen des Papstes zu handeln, auf das Metropolitangebiet ihres Sitzes, in dem sie als Erzbischof ohnehin die höchste Jurisdiktion ausüben. Bei der Bezeichnung handelt es sich darum ebenso wie bei dem Titel „Primas“ weitgehend um einen bloßen Ehrentitel.
Magdeburg verlor die Primaswürde mit seiner Säkularisation im Westfälischen Frieden von 1648. Trier und Mainz wurden nach dem Konkordat von 1801 zwischen dem Heiligen Stuhl und Frankreich, zu dem beide Metropolitansitze damals gehörten, zu Bistümern herabgestuft, Trier in ein linksrheinisch-französisches und ein rechsrheinisch-deutsches Bistum geteilt. Demgegenüber hat der Erzbischof von Salzburg sie bis heute inne. Wie der Salzburger besitzt auch der Kölner Erzbischof den Titel Legatus natus, nannte sich aber nur selten Primas Germaniae.

## Die einzelnen Primate

### Mainz
Der angelsächsische Missionar Bonifatius war um 745 Bischof von Mainz geworden, das damals den Rang eines Suffraganbistums besaß. Bonifatius besaß außergewöhnliche, vom Papst verliehene Vollmachten für seine Missionsarbeit, die denen der späteren päpstlichen Legaten ähneln. Er durfte Bistümer gründen, deren Gebiete voneinander abgrenzen und in ihnen Bischöfe ein- oder absetzen. Ihm wurde darum in der Kirchengeschichtsschreibung der persönliche Titel „Erzbischof“ zugesprochen und er wird wegen seiner Verdienste für die Kirche im Reich in neuerer Zeit auch als „Apostel der Deutschen“ bezeichnet. Das Bistum Mainz, das um 780/82 zum Erzbistum erhoben wurde, beanspruchte aufgrund seiner Berufung auf Bonifatius daher eine hervorragende Stellung unter den deutschen Bistümern. Unter seinen Nachfolgern wurde es zur weitaus größten Kirchenprovinz des Reiches; hinzu kam noch eine Schlüsselstellung im Verfassungsgefüge des Reichs: der Mainzer Erzbischof war Reichserzkanzler für Germanien und gehörte später zu den sieben Kurfürsten, die das Recht zur Königswahl hatten.
Daraus, nicht etwa aus einer formellen Verleihung, begründete sich der Primat des Mainzer Erzbischofs, der ab 900 bestätigt ist. Rechtlich verliehen wurde ihm der Primat dagegen nie. Als Kanzlei-Titel wurde er von den Erzbischöfen auch niemals geführt.
Rechte über die anderen Metropoliten übte der Mainzer Erzbischof nicht aus. Es handelte sich lediglich um einen Ehrenvorrang. Um tatsächliche Kompetenzen über seine Kirchenprovinz heraus zu erhalten, mussten die Erzbischöfe versuchen, beim Papst ein Vikariats- oder Legationsprivileg zu erhalten. Solche Privilegien sind im Laufe der Zeit einigen Erzbischöfen auch verliehen worden, so z. B. den Erzbischöfen Willigis, Adalbert I. von Saarbrücken und Konrad I. von Wittelsbach. Ab dem 11. Jahrhundert nahmen die Erzbischöfe eine ständige Legation bzw. ein mit dem Mainzer Stuhl verbundenes Vikariat an. Die damit erhobenen Ansprüche ließen sich gegenüber den anderen Metropoliten aber nicht durchsetzen. Es blieb beim Ehrenvorrang. Mit dem Reichsdeputationshauptschluss 1803 wurden die Mainzer Würden auf die Kirche von Regensburg übertragen, auf deren Bischofssitz auch der letzte Mainzer Erzbischof Karl Theodor von Dalberg transferiert wurde. Mit dessen Tod 1817 erlosch der Titel des Primas mit Sitz in Regensburg.

### Trier
Für den Trierer Erzbischof ist der Titel Primas schon im 9. Jahrhundert bezeugt, allerdings nur für die Provinz Belgica prima. Im 10. Jahrhundert erhielt er ein Vikariatsprivileg, das ihm den Vorrang vor allen übrigen Bischöfen des Reiches sowie vor allen sich dort aufhaltenden Legaten einräumte.
Im 11. Jahrhundert erreichten die Erzbischöfe wiederholt die Bestätigung ihrer Privilegien und unter Papst Innozenz II. sogar die Legation über die Erzdiözesen Mainz, Köln, Salzburg, Bremen und Magdeburg. Die Trierer Erzbischöfe wurden später öfter als Primates bezeichnet, führten den Titel selbst jedoch selten. Eine primatiale Jurisdiktion besaßen sie genauso wenig wie die Mainzer. Auch die Legationsgewalten behinderten sich gegenseitig. 1802 erlosch der Titel bei der Suppression des Erzbistums zum Suffraganbistum.

### Salzburg

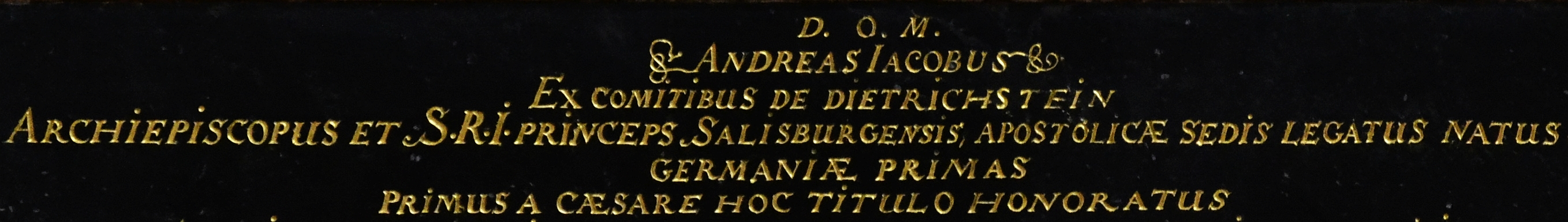
Detail vom Denkmal für Erzbischof Andreas Jakob von Dietrichstein im Salzburger Dom

Für Salzburg wird schon für die Zeit des ersten Erzbischofs, Arno von Salzburg (798–821), die Existenz eines päpstlichen Vikariatsprivilegs angenommen, das jedoch nur unsicher überliefert ist. Im Laufe des Mittelalters wurde ihnen der Titel eines Legaten und eines Vikars des römischen Stuhls nachweislich mehrfach verliehen. Die Erzbischöfe beanspruchten daraus das Recht, sich geborene Legaten (legati nati) und Primates von Deutschland zu nennen. Laut einer Inschrift auf dem Denkmal für Erzbischof Andreas Jakob von Dietrichstein  (1689–1753) im Salzburger Dom war er der erste Salzburger Erzbischof, der diesen Titel formell vom römisch-deutschen Kaiser erhielt.
Beide Titel führt der Salzburger Erzbischof noch heute; ein Jurisdiktionsvorrang ist mit ihnen nicht verbunden, wohl aber ein liturgisches Präzedenzrecht. Salzburg ist das einzige Erzbistum, das schon im Mittelalter und in der frühen Neuzeit den Titel eines Primas führte und auch nach der postnapoleonischen Neuordnung den Rang eines Erzbistums behielt.

### Magdeburg
Der Magdeburger Primat geht auf eine päpstliche Urkunde von 986 zurück. In ihr wurden dem Erzbischof der gerade gegründeten Provinz dieselben Rechte verliehen wie den Erzbischöfen von Mainz, Trier und Köln. Die Magdeburger Erzbischöfe bezeichneten sich daher selbst als Primas Germaniae, genau wie die Salzburger, während Mainzer und Trierer den Titel wie bereits beschrieben gar nicht oder nur selten selbst führten.
Im 15. Jahrhundert kam es zwischen dem Magdeburger und dem Salzburger Erzbischof daher zum Streit über die Rangordnung auf den Reichstagen. Dieser Streit wurde 1530 durch einen Vergleich beigelegt, der bestimmte, dass sich beide jeden Tag im Vortritt abwechseln sollten.
Das Erzbistum Magdeburg wurde mit der Reformation protestantisch. Die evangelischen erwählten Erzbischöfe führten den Titel Primas Germaniae weiter, bis das ehemalige Erzstift Magdeburg nach dem Westfälischen Frieden 1648 in das weltliche Herzogtum Magdeburg umgewandelt wurde.

### Köln
Auch dem Erzbischof von Köln wird bisweilen der Titel Primas Germaniae zugestanden. Dies wird mit den außerordentlichen Ehrenrechten des Kölners begründet, die jenen der anderen Primatssitze voll entsprachen. 1240 wurde ihm zudem die Legation für Deutschland übertragen. Später führten auch die Kölner Erzbischöfe den Titel Legatus natus, den sie bis heute beibehalten haben.

## Befugnisse des Primas Germaniae
Die Primatialsitze sind eine Fortentwicklung des schon im Frühmittelalter bekannten Apostolischen Vikariats (das nicht mit der heutigen Organisationsform verwechselt werden darf). Die Apostolischen Vikare übten für den Papst Jurisdiktion über ihnen zugewiesene Gebiete aus, die über ihren eigentlichen Bereich hinausgingen. Die feste Verbindung mit einem bestimmten Bischofsstuhl führte zum Status eines „prima sedes“ einer bestimmten Provinz. Vorrechte der Vikare waren beispielsweise die Ordination der Metropoliten ihres Gebiets, die Einberufung von Plenarkonzilien oder die Unterhaltung eines Appellationsgerichts für Urteile der Metropolitangerichte.
Zu einer wirklichen Ausprägung des Primas als einer regulären Instanz zwischen den Metropoliten und dem Apostolischen Stuhl in Rom ist es im Abendland jedoch nicht gekommen. Daher war mit dem Primat von Deutschland stets nur ein Ehrenvorrang verbunden. Hinzu kam noch, dass der Titel wie beschrieben von etlichen verschiedenen Bischofssitzen beansprucht oder geführt wurde. Eine wirkliche Bedeutung konnte der Titel daher nicht erlangen.
Rechtlichen Gehalt hatte allein die Position eines Legaten bzw. Vikars. Im Laufe der Zeit wurden etliche Bischöfe mit Legatenrechten ausgestattet. Die entsprechenden Privilegien waren jedoch oft unbestimmt formuliert und zudem nur dem betreffenden Bischof persönlich verliehen. Ihre wirkliche rechtliche Qualität ist daher unsicher.
Nachdem sich die meisten Primates bald auch als geborene Legaten bezeichneten (um die verliehene Legation auf Dauer mit ihrem Bischofssitz zu verbinden) trat derselbe Effekt ein wie bei dem Titel des Primas. So bedeutete der Titel Legatus natus ebenfalls bald nur einen Ehrenvorrang, wobei unklar ist, ob die Legatenrechte jemals gegenüber anderen mächtigen Erzbischöfen irgendeine Durchsetzungskraft entfalten konnten.

## Primat und Legation heute

Wappenmuster des Salzburger Erzbischofs als Metropolit

Der Titel Primas Germaniae wird heute nur noch vom Salzburger Erzbischof geführt, der auch den Titel eines Legatus natus beibehalten hat. Im kirchlichen Recht ist festgeschrieben, dass der Titel eines Primas nur Ehrenrechte beinhaltet. Der Titel eines Legatus natus kommt im Codex Iuris Canonici von 1983 nicht mehr vor, wird aber weiter gewohnheitsmäßig geführt.
Die Ehrenrechte bestehen in der liturgischen Präzedenz. Primates gehen den Metropoliten in der Präzedenz vor und folgen ihrerseits den Kardinälen und Patriarchen. Die geborenen Legaten dürfen sich nach hergebrachter Tradition des Legatenpurpurs (nicht zu verwechseln mit dem Kardinalspurpur) bedienen. Die Quasten in ihren Wappen sind daher stets rot und nicht wie bei Bischöfen grün.
Derzeitiger Primas Germaniae ist Erzbischof Franz Lackner.